# Franz Fritzsche (Philologe)
Franz Hermann Theodor Fritzsche (* 2. November 1867 in Güstrow; † 17. Februar 1943 in Schwerin) war ein deutscher Gymnasiallehrer.

## Leben
Franz Fritzsche war ein Sohn des Klassischen Philologen Theodor Fritzsche und dessen Frau Auguste, geb. Matthäi (1844–1913). Nach Abschluss des Gymnasiums an der Domschule Güstrow studierte er unter gleichzeitiger Ableistung der militärischen Dienstpflicht ab dem Sommersemester 1886 Philologie an der Universität Rostock, ab 1887 an der Universität Bonn und ab 1889 erneut in Rostock. 1892 bestand er in Rostock die Prüfung für das höhere Lehrfach für die Fächer Latein, Griechisch und Geschichte. 
Er leistete an den Gymnasien in Doberan und Schwerin sein Vorbereitungs- und Probejahr und wurde Volontär am Doberaner Gymnasium. Ab 1896 übernahm er die Leitung der privaten höheren Lehranstalt in Wittenburg. Nach der 1897 in Rostock erfolgten Promotion und einem Besuch der Königlich sächsischen Turnanstalt in Dresden im Jahr 1898 wurde er von 1898 bis 1901 Lehrer am Gymnasium Carolinum in Neustrelitz. 1901 erfolgte die Übernahme in den Großherzoglich Mecklenburg-Schwerinschen Dienst und die Einstellung als Oberlehrer und Gymnasialprofessor am Grossherzoglichen Gymnasium Fridericianum zu Schwerin. Seit 1919 war er Mitglied im Verein für mecklenburgische Geschichte und Altertumskunde.

## Schriften
- De particulae oude usu Sophocleo (Dissertation, 1897)
- De Calpurnii eclogis 1–3 (1903)
- Von meinen Eltern [Theodor Fritzsche (1838–1903) – Auguste F., geb. Matthäi (1833–1913)] für meine Kinder (Manuskript, 1940)[3]